# エリェーナ・キーペル
エリェーナ・ウラジーミロフナ・キーペル（ロシア語: Еле́на Влади́мировна Ки́пер, 1975年9月7日 - ）は、ロシアの音楽プロデューサー、作曲家、作詞家、脚本家、映画監督。エリェーナ・キーペル・パブリッシング・アンド・プロダクション社のオーナー兼総合プロデューサー。公認ジャーナリスト、長編映画およびテレビシリーズのプロデューサー。

## 来歴

### 家族
母親のナタリア・ニコラエフナ・キーペルはロスコスモス社の会計士であり、1955年にモスクワで生まれた。父親のウラジーミル・イワノヴィッチ・キーペルは重機械製造のエンジニアであり、1947年にウクライナのドネツィク州ホルリフカで生まれた。弟のセルゲイ・ウラジーミロビッチ・キーペルは経済学者であり、1985年にモスクワで生まれた。キーペルは、自分の家族の状況が人目に触れないよう慎重に隠している。公開されている情報によると、キーペルは2009年に息子のアンドレイ・マカロフを出産した。

### 学歴および経歴の始まり
キーペルは、モスクワのスターソフ音楽学校で学んだが、卒業はしなかった。キーペル自身によると、芸術や創造性とは無縁の大家族の中で、音楽と決別した後、商品取引業者に転身する機会があったという。14歳のとき、キーペルはプレハーノフ記念ロシア経済アカデミーに入学する予定だったが、1年後に計画が変更され、16歳でモスクワ大学のジャーナリズム学部に入学し、すぐに自分の専門分野の仕事を始めた。
最初はラジオ・ユネスチというラジオ局で、その後に多くのテレビ・チャンネルが続いた。
「20歳くらいの時に、大衆科学番組のスタジオで『Под знаком Пи』（ポド・ズナコム・ピ）という番組のスタッフとして働き始めました。私がローラースケートで会社に行くと、テレビ局の大人たちは嫌な顔をして私を迎え入れました。ですが社説を読んだところ、感心したように見てくれました。それ以来、予想外の展開を見せる対照的な作劇が最高の戦術であると考えています」
2012年、キーペルはニューヨークフィルムアカデミーで新たな教育を受け、「ポール・ブラウン制作および脚本執筆ワークショップ」と「ソニー・ピクチャーズ作劇術課程」を修了した。

### t.A.T.u.との協業
キーペルは、音楽活動の前に8年間テレビに出演していた。当時、彼女はすでに記者としてだけでなく、ディレクターとしても活躍していた。そんな中、キーペルに思いがけない依頼があり、新しい音楽プロジェクトを考えることになった。 
「私はまだテレビの仕事をしていたので、この依頼は楽しい冒険であり、新しいものであると同時に、以前から慣れ親しんでいたもののようにも思えました。作劇術、音楽、PR……。私の知識はすべて役に立つだろうと。仕事から帰ってくるのが遅く、朝6時まで眠れないこともありましたが、アイデア出しや曲作りをしていました。結局、イワン・シャポワロフと私が計画を実現し始めたとき、私はテレビの仕事を辞めて、私たちが生み出したプロジェクト『t.A.T.u.』に専念しなければなりませんでした」
キーペルは、このプロジェクトに共同プロデューサーとして専属することとなり、t.A.T.u.のファースト・アルバム『200 ポ・フストレーチノィ』に収録される楽曲を書いた。キーペルが作詞を担当した「ヤー・サシュラー・ス・ウマー」と「ナス・ニェ・ダゴーニャット」の2曲はt.A.T.u.の名刺代わりとなり、瞬く間に世界的な人気を博した。
アルバム『200 ポ・フストレーチノィ』は、世界の多くの国でゴールド、プラチナとなった。このアルバムの収録曲は非常に多くの賞を受賞しているが、最も影響力のある賞は「BMI最高欧州作詞作曲家及び音楽出版社賞」（BMI Honors Top European Songwriters and Publishers）で、キーペルは2003年にロンドンで「オール・ザ・シングス・シー・セッド」（「ヤー・シャスラー・ス・ウマー」の英語版）、2004年には「ノット・ゴナ・ゲット・アス」（「ナス・ニェ・ダゴーニャット」の英語版）で受賞している。
2009年4月15日、ルジニキ・スタジアムで行われたアーラ・プガチョワの60周年を記念したショー「С днём рождения, Алла!」（ス・ドニョム・ラジュディーニャ、アーラ！）で、プガチョワはソフィーヤ・ロタールとともに「ナス・ニェ・ダゴーニャット」を披露した。2014年2月7日、2014年ソチオリンピックの開会式で、「ナス・ニェ・ダゴーニャット」の抜粋が2回使用された。「ナス・ニェ・ダゴーニャット」とクイーンの「ウィ・ウィル・ロック・ユー」をミックスした曲で、ロシアの選手たちが登場した。20世紀後半の国の出来事をバレエで描いたオリンピック開会式の芸術パートでは、アラム・ハチャトゥリアンの「剣の舞」に「ナス・ニェ・ダゴーニャット」（訳注：私たちが追いつかれることはない）という一節が混じっていた。

### ロリータ・ミリャフスカヤとの協業
次の段階では、ロリータ・ミリャフスカヤとの創造的な協業が行われ、10年間（2007年から2017年まで）続いた。キーペルはミリャフスカヤのために20曲を書き下ろして作り上げ、それらの楽曲はミリャフスカヤの各アルバムにおける代表曲となった。最も印象的なヒット曲は「Ориентация север」（アリエンターツェ・シェービェル）という曲で、キーペルはこの曲で新しい賞を獲得した。
最近の創作活動では、ミリャフスカヤのミュージック・ビデオ「На скотч」（ナ・スコーチュ）で脚本と監督を担当した。この映像はSNSで話題を呼び、テレビやラジオでの放送がなくとも曲の知名度を向上させた。

### コンテスト「ペーチ・ズビョースト」での審査員
2008年、キーペルはチャンネル1とクラースニー・クワドラート社との協力関係を開始し、ユーロビジョン・ソング・コンテスト2009のロシアでの前哨戦と考えられていたコンテスト「ペーチ・ズビョースト」のクリエイティブ・プロデューサーを務めた。キーペルは、コンテストに参加したボーカル・グループのクワトロを評価した。キーペルは他の審査員を説得してクワトロに投票させ、クワトロを優勝に導いた。コンテストの後も、キーペルはクワトロの制作に関わっていた。ロシアではクロスオーバーという音楽の流行がないにもかかわらず、クワトロは頻繁にテレビ番組に登場するようになった。

### ユーロビジョン・ソング・コンテスト
2009年、キーペルはユーロビジョン・ソング・コンテスト2009決勝戦のロシア選考委員および審査員に任命された 。

### コンテスト「ピェースニャ・ドリャ・ズビェズディ」の開催
2010年、エリェーナ・キーペル・パブリッシング・アンド・プロダクション社は、ロシア作家協会（日本音楽著作権協会が管理契約を締結しているロシアの著作権管理団体）の参加を得て、若手作家（作詞家および作曲家）のための初のコンテスト「Песня для звезды」（ピェースニャ・ドリャ・ズビェズディ）を開催した。ロシア作家協会のジェネラル・ディレクターであるセルゲイ・フェドートフはすぐに協力の申し出を受け、プロジェクトのもう一つのパートナーであるMail.ruのサイトでコンテストが展開された。コンテストには約7,000人の作家が参加した。次期のコンテストでキーペルは「Песня для звезды」（ピェースニャ・ドリャ・ズビェズディ）の番組を撮影したが、放送されることはなかった。その後登場した「Хит」（ヒート）は、キーペルが考えていたものと表面上は似ているが、その根本は全く違うものである。エリェーナ・キーペル・パブリッシング・アンド・プロダクション社のチームが制作していたこの番組フォーマットは、ライセンス契約に基づき、ある全米チャンネルに買い取られた。現在、この番組フォーマットを全世界の地域で保護するために、エンデモル社と交渉中である。

### NucKidsのミュージカル「イジ・イ・スマートリ」
また、2010年、キーペルはクリエイティブ・プロデューサー兼作家として、ロスアトム社の後援のもと、「Иди и смотри」（イジ・イ・スマートリ）と題した子供向けミュージカル「NucKids」の制作を初めて開始した。ミュージカルの代表曲は、40人の子どもたちと歌手のミリャフスカヤによって歌われた。この曲は、子どもたちのスタジオ・アンサンブルの中で、全国一位となった。キーペルは、ミュージカルの初演時に行われたフラッシュモブを撮影し、モスクワとキエフでの初演に先駆けて成功を収めた。2011年、キーペルは新しいミュージカルの制作にも、コンサルタントとして参加している。ミュージカルの制作には、エリェーナ・サリェーカワ（児童劇団）、ワレリャー・スルコーワ（シアター・ドック）、イェブゲーニャ・ビェルコービッチ（モスクワ芸術座附属養成所、キリル・セリェーブリェニコフの課程）など、さまざまな時期に演出家やプロデューサーが関わっている。

### t.A.T.u.の再結成
2014年、キーペルは長編映画の制作を目指して、t.A.T.u.を再招集した。彼女らは久しぶりに新しい、そして初めての作品をレコーディングした。t.A.T.u.のレズビアン・デュオというイメージを打ち破るために、キーペルは有名なロシア人ラッパーのリガライズとアメリカの有名なビートボクサーのマイク・トンプキンスを参加させた。完成したミュージック・ビデオは、ロシアのYouTubeで年間で最も人気のあるミュージック・ビデオの一つとなった。t.A.T.u.の再結成時には、メンバーであるユーリャ・ボルコワとリェーナ・カーチナの一挙手一投足をカメラが追っており、モキュメンタリーという分野の短編映画の土台となる状況が生まれた。2014年5月、カンヌ国際映画祭のロシア館で発表された本作には、かつてないほど多くの取材陣が集まった。発表会にはボルコワとカーチナが出席した。

### 他のプロジェクトへの参加
2014年、キーペルはソロ・アーティストとしてナディア・メイハーとの協業を開始した。キーペルは、メイハーの楽曲「Дело в не теле（ジェラ・フ・ニェ・テェーリェ）」（2014年）、「Грешу — молюсь」（グリュッショ - マリューシ）、「Я не святая」（ヤー・ニェ・スブターヤ）（2017年）の作詞・作曲・プロデュースを担当した。
2015年、キーペルは選考委員と音楽プロデューサーとしてオーディション番組「グラーブナ・スツェーナ」の企画に参加した。

### 短編映像「ムジカ・ビェズ・グリーマ」
2015年、キーペルの監督作品である映像企画「Музыка без грима」（ムジカ・ビェズ・グリーマ）が始動した。著名な音楽家たちがその創作の秘密を明かした短編集で、彼らの楽曲の誕生秘話が語られている。

### コンテスト「ヤー・リョブリョ・テビャ、ラッシーヤ」
2015年、キーペルは毎年開催される音楽祭「Я люблю тебя, Россия」（ヤー・リョブリョ・テビャ、ラッシーヤ）の共同主催者兼プロデューサーとなった。このプラットフォームには、18歳から30歳までの若い音楽家が集まり、彼らは独自のコンテンツを発表し、新しい流行を作り、現代の愛国歌の文化を形成している。審査員は、ロシアの芸能界を代表する人物や専門家で構成されている。

### タフリダ
2015年以降、キーペルは全国青年教育フォーラム「タフリダ」の一環として2つのワークショップを担当している。このフォーラムは、連邦青年問題局とロシア市民青少年愛国教育センターが主催している。モスクワ国立芸術文化大学はそのパートナー。キーペルは、「若手監督、プロデューサー、舞台・映画俳優、アニメーター」シフトの中で、クリエイティブ・ラボ「クリップ・メイキング」を主宰している。「若手作曲家、音楽家、振付師」セッションの一環として「Продюсирование 360」（プロディスィーロバニェ・トリースタ・シェスディシャート）スクールを運営している。

### マスタークラス
2015年以降、キーペルは若手監督のためのマスタークラスを開催し、「クリップメーカーズ・スクール」の講師の一人として活動している。
2017年、キーペルは10日間で若手のための映画制作という職業を体験するキャンパスを開設した。

### ロサンゼルス
2016年、キーペルはロサンゼルスに映像制作を中心とした子会社を設立した。

### ピッチング
アーティストや無名の監督たちを喜ばせるために、2016年からエリェーナ・キーペル・パブリッシング・アンド・プロダクションはピッチング・イベントを開催している。ピッチングは、アメリカからロシアに渡ってきたイベント形式で、アーティストが様々な監督や脚本家と出会う場でもある。この会合の目的は、アーティストが自分で書いた楽曲のミュージック・ビデオを撮影する際に、可能な限り幅広いアイデアを提供することである。ピッチングの会合では、楽曲が提供され、クリエイターはその楽曲を自分なりに工夫して提案する。会合の結果をもとに、最も好感の持てるオリジナル版のアイデアを選ぶ。そして、このアイデアを出した者には、その楽曲の実際のミュージック・ビデオを撮影する機会が与えられ、自分の創造的な経歴の一つに数えることができる。

### チャリティ
2018年、キーペルのチームは、アンコール・チャリティ基金のために映像「エンジェル」を撮影した。俳優のウラジーミル・ヤグルチ夫妻、歌手のスベトラーナ・ロバダ、芸能人のアレクサンドル・リェブバ、テレビ・プロデューサーのアルマン・ダブリェチヤロフ、作家で司会者のМихаил Кучмент（ミハイル・クチュミェント）も財団への支援を決めた。この映像では、チャリティをテーマに、人を助ける気持ちの誕生を探っている。

### 歌手ホールジーとの協業
2019年に最も注目された出来事といえば、歌手のホールジーの楽曲「Nightmare」である。エリェーナ・キーペル・パブリッシング・アンド・プロダクションとホールジーとの交渉は、数ヶ月前から行われている。ホールジーは当初、「オール・ザ・シングス・シー・セッド」のカバーを録音する予定だったが、計画が変更になった。その結果、「Nightmare」には、オリジナル作品「オール・ザ・シングス・シー・セッド」が広範囲に渡ってサンプリングされている。

## 監督作品
ミュージック・ビデオはエリェーナ・キーペル・パブリッシング・アンド・プロダクションが制作。

## プロジェクト

### 進行中のプロジェクト
- ドミートリ・マリコフ（英語版、ロシア語版）
- Дина Бару（ジーナ・バル）
- Михаил Медведский（ミハイル・ミェドビェーツキー）

### 終了したプロジェクト
- t.A.T.u.
- ニチヤ
- Р@машки
- クワトロ（ロシア語版）
- ドバ・サマリョータ（ロシア語版）
- ロリータ・ミリャフスカヤ（英語版、ロシア語版）
- グラーブナ・スツェーナ（英語版、ロシア語版）
- ユーリャ・ボルコワ
- ナディア・メイハー（英語版、ウクライナ語版）

## 受賞歴

### 2001年
- ラジオ局ヒットFM（英語版）の100-пудовый хит（ストー・プドーブイ・ヒート）賞を「ヤー・サシュラー・ス・ウマー（ロシア語版）」で受賞

- ザラトイ・グラマフォン（英語版、ロシア語版）賞を「ナス・ニェ・ダゴーニャット（ロシア語版）」で受賞

### 2002年
- ラジオ局ヒットFMの100-пудовый хит（ストー・プドーブイ・ヒート）賞を「ナス・ニェ・ダゴーニャット（ロシア語版）」で受賞

### 2004年
- BMI最高欧州作詞作曲家及び音楽出版社賞（BMI Honors Top European Songwriters and Publishers）を「オール・ザ・シングス・シー・セッド」の共同作詞家として受賞

### 2005年
- BMI最高欧州作詞作曲家及び音楽出版社賞（BMI Honors Top European Songwriters and Publishers）を「ノット・ゴナ・ゲット・アス」の共同作詞家として受賞、2005年11月29日にロンドンのホテル「ザ・ドーチェスター（英語版）」で発表

### 2008年
- ザラトイ・グラマフォン賞を「Ориентация север」（アリエンターツェ・シェービェル）で受賞
- ピェースニャ・ゴーダ（英語版、ロシア語版）賞を「Ориентация север」（アリエンターツェ・シェービェル）で受賞